# 沙丘神帝
《沙丘神帝》（英語：God Emperor of Dune）是法兰克·赫伯特的一部科幻小说，於1981年出版，是「沙丘系列」六部小说的第四部。
保罗·亚崔迪成为弗瑞曼人的弥赛亚和宇宙的皇帝之后，3500年过去了。他的儿子，雷托·亞崔迪二世，看到他父亲穆哈迪也曾看到的道路，一个避免人类灭绝的未来之路。但是，这个未来需要巨大的无私奉献，要承受从人到沙虫的重生。莱托二世接受弗瑞曼人的神的头衔，并开始将自己变成沙漠的猛兽，沙蟲，它统治了沙丘数千年的生态。雷托，现在放心他的黄金之路— 人类的幸存被保证的未来之路—已经很安全了，于是开始寻求将自己从黄金之路上除去的机会，也就是死去的机会。

## 故事概要
小说《沙丘神帝》将我们置于一个和《沙丘之子》大不相同的宇宙中。雷托·亞崔迪二世还活着，他统治帝国已经三千多年了，他的寿命是因为雷托在赫伯特在前著中所作的将自己的人体和沙鲑合为一体的决定造成的。雷托继续向沙虫演变着，他唯一剩下的人类特点就是他的脸和双手，嵌在道服般的虫身中。雷托的双腿不过就是无用的鳍肢。他用一辆装备了轮子和悬浮器象坦克底盘一样的巨大的机械车来维持行动。在《沙丘之子》中，雷托二世是主角，骄傲地继承了沙丘的统治权，是穆哈迪的神谕权利的传人，以及带领人类沿着无止境的时间表前进的有远见的领袖。但是三千年让雷托不仅在身体上也在道德上伦理上发生了演变，他的神的身份引出了一系列关于他的统治的合法性的问题。雷托的统治也导致了对他的人性和他作为善、恶、必要性和道德专制的疑问。
小说从一个致命的追击开始：一队反叛的人类被一群称为D-狼的嗜杀的改基因狼随追杀。狼群一个一个的消灭了从雷托的哨所中成功偷取了一些文件的叛军。当我们看到追击时，只剩三个叛军还在逃跑。狼群很快击倒了其中的一个，迫使第二个受伤痛所扰的逃跑者勇敢的留下来试图给最后一个逃跑着宝贵的一两分钟。最后一个人，用尽她的全力安全的到达了埃达荷河的彼岸；从这个安全的地点－赛欧娜－回头看着岸上的狼，诅咒着阿拉吉斯的皇帝，这个诅咒很有意义，因为我们知道，她和雷托一样，姓亚崔迪。
邓肯·爱达荷的存在是评价雷托的权威和他对人类进化的设计的参考点。为了减轻数世纪的孤独，雷托要求特雷亚拉克斯人制造邓肯的再造人作为他的伙伴以及他的纯女性鱼语者军队的领袖。在和邓肯的激烈讨论中，预先得到宇航公会警告的雷托知道邓肯带了一把从第九行星人那里购买的激光枪并预谋刺杀自己。雷托并未感到震惊；我们可以知道最后几乎所有邓肯的再造人都反叛了雷托，因为无法掌握黄金之路的目的，不能理解雷托的所作所为的原因，他们只记得亚崔迪过去是如何统治的，并以此为标准反对邓肯眼中雷托的暴政。作为亚崔迪家族的剑术大师，保罗的老师和密友，以及亚崔迪的忠实追随者，作者探查了邓肯的内心冲突和挣扎，以此作为这个未来世界的一个立足点。